# Papilio rogeri
Espèce
Papilio rogeri ou Machaon à taches roses est une espèce de lépidoptères (papillons) de la famille des Papilionidae. Cette espèce est présente au Mexique et au Belize.

## Description

### Imago
L'espèce mesure entre 89 et 95 mm d'envergure. Le corps est noir avec des macules roses. Les ailes antérieures sont noires, les ailes postérieures sont noires et dentelées, avec des échancrures blanches et portent parfois des queues, en moyenne plus longues chez le mâle que chez la femelle. La sous-espèce Papilio rogeri pharnaces présente deux rangées de macules roses sur les ailes antérieures, tandis que la sous-espèce Papilio rogeri rogeri a moins de macules roses, et des marques plus claires sur les ailes antérieures.

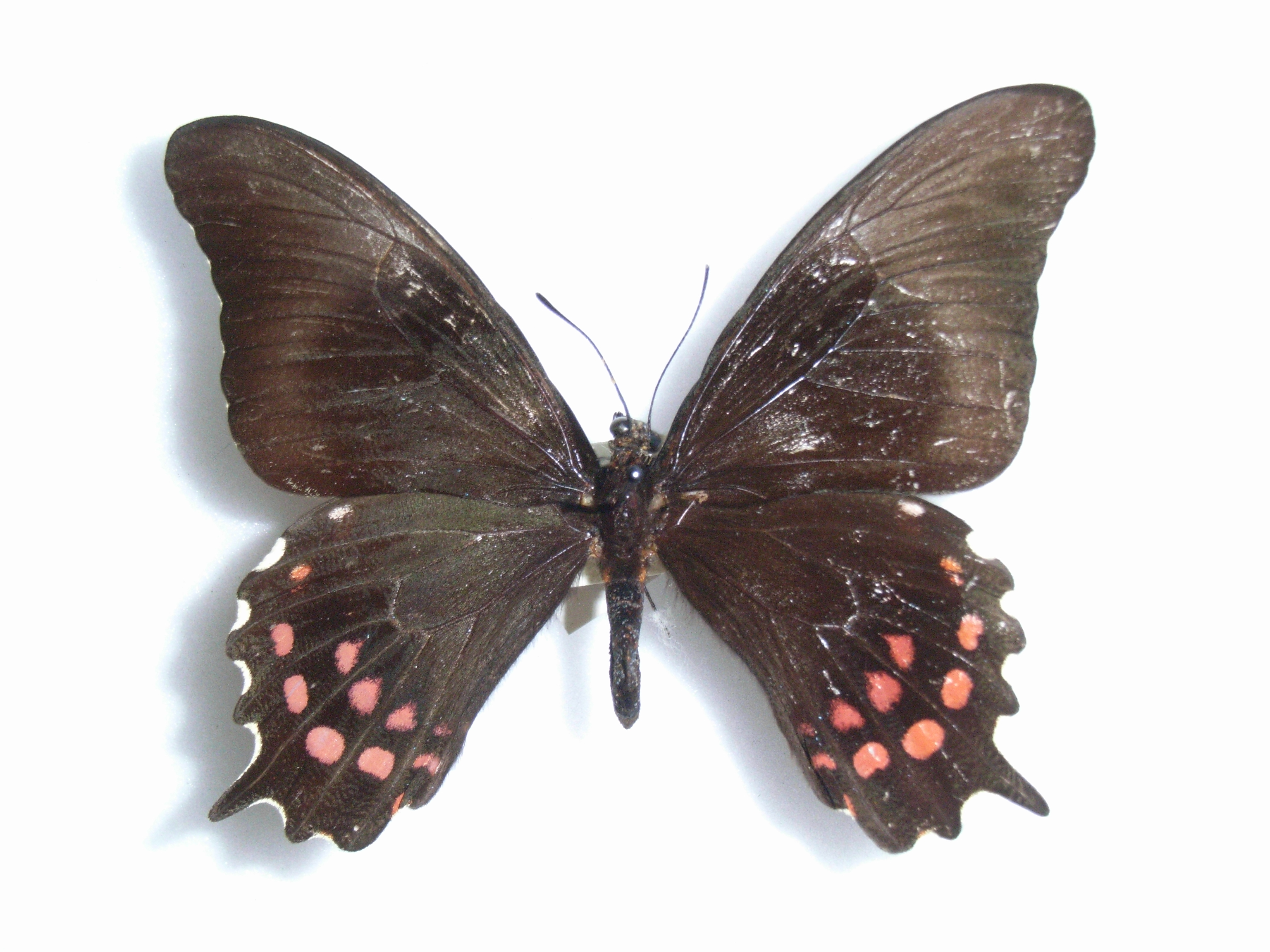
Papilio rogeri pharnaces (mâle)
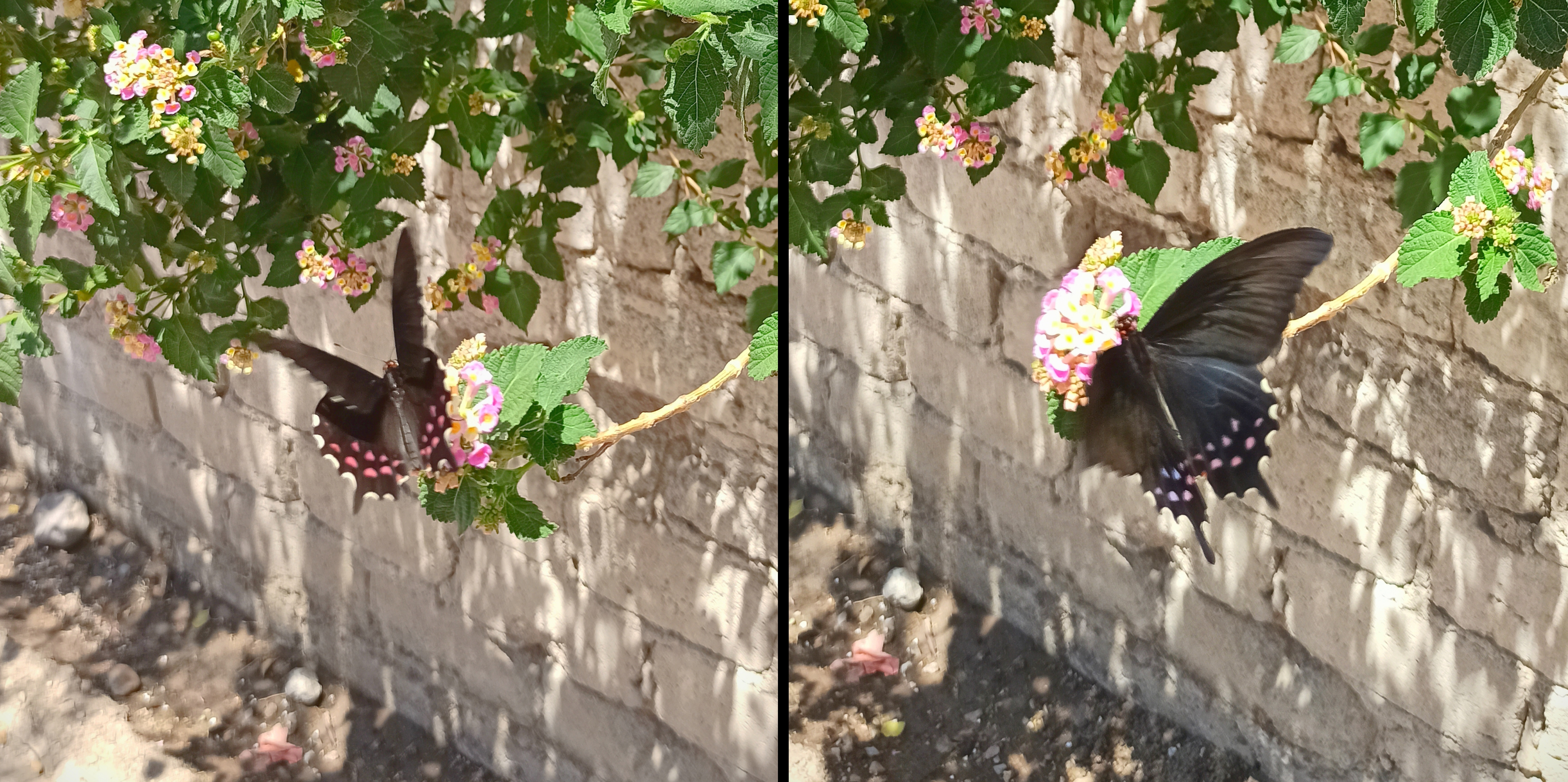
Papilio rogeri en train de se nourrir

### Juvéniles
La chenille au dernier stade est à dominante marron, avec des marques blanches et de courtes épines orange. La chrysalide est vert et marron.

## Écologie
La femelle pond ses œufs sur des plantes de la famille des Rutacés. Les chenilles vivent en groupe et se nourrissent des feuilles de la plante-hôte. Comme toutes les chenilles de Papilionides elles portent derrière la tête un osmeterium, organe fourchu qui émet une substance repoussant les prédateurs. Arrivée à maturité la chenille se change en chrysalide sur une branche. La chrysalide est maintenue à la verticale par une ceinture de soie.

## Habitat et répartition
Papilio rogeri est présent au Mexique, au Belize et peut-être au Guatemala et dans le sud du Texas.

## Systématique
L'espèce Papilio rogeri a été décrite pour la première fois en 1836 par l'entomologiste français Jean-Baptiste de Boisduval dans son Histoire naturelle des insectes, à partir d'un spécimen mâle du Yucatan. Le papillon a été nommé en l'honneur de Théodore Roger, le premier spécimen décrit se trouvant dans sa collection. Papilio rogeri appartient au sous-genre Heraclides, qui regroupe 33 espèces de Papilio américains, et est parfois nommé Heraclides rogeri.

### Sous-espèces
- Papilio rogeri pharnaces
- Papilio rogeri rogeri

## Papilio rogeriet l'Homme

### Nom vernaculaire
L'espèce est nommée "Pink-spotted swallowtail" en anglais.

### Menaces et conservations
Papilio rogeri n'est pas évalué par l'UICN. En 1985 l'espèce paraissant plutôt commune, au moins au Yucatan, et non menacée.

### Publication originale
Jean-Baptiste Alphonse de Boisduval, Histoire naturelle des insectes - Lépidoptères, Paris, 1836 (lire en ligne), p. 278